# Тоголезская кухня

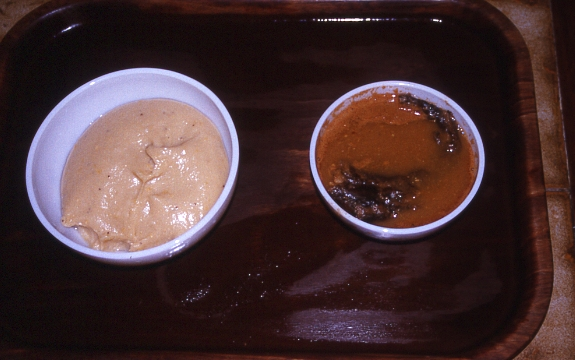

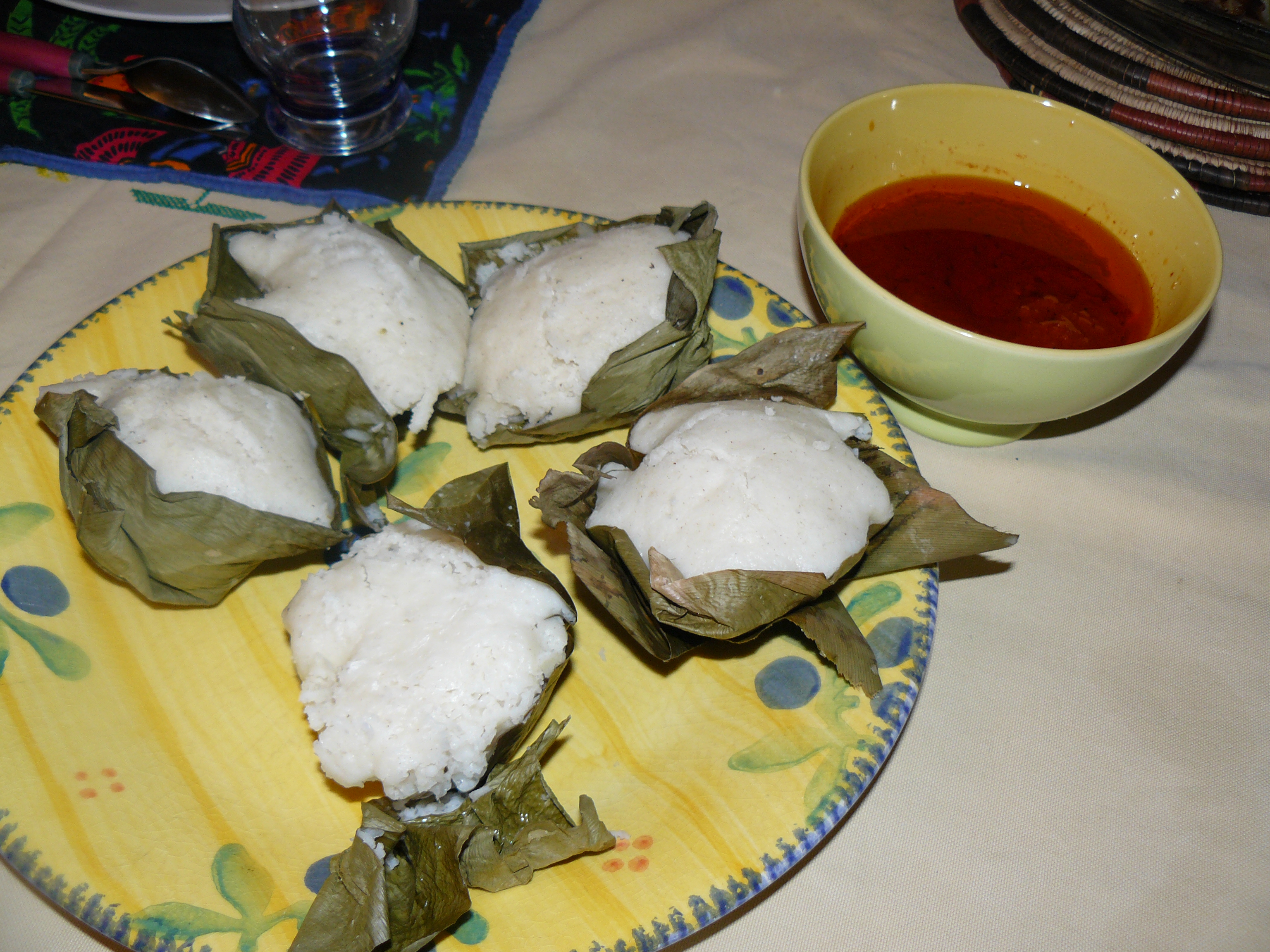

Тоголезская кухня (фр. Cuisine togolaise) — набор кулинарных традиций, характерных для африканской страны Того. Основными её продуктами являются кукуруза, просо, рис, ямс, маниока и бобовые. Наиболее распространённой пищей является кукуруза. Важным источником белка считается рыба, также распространено употребление мяса диких животных.

## Традиции и особенности
На тоголезскую кухню помимо африканских оказали влияние французские и немецкие кулинарные традиции. В ней существует множество различных соусов и паштетов из рыбы и овощей, таких как баклажаны, помидоры и шпинат. Обычно люди в Того склонны есть дома, однако рестораны и киоски с едой также имеются. Из уличной еды распространены арахис, омлеты, отварная кукуруза и креветки. Из специй особенно популярен красный перец. Употребляются такие напитки, как пиво и вино.

## Типичные блюда
- Фуфу — густая каша из корнеплодов и/или злаков.
- Французский багет